# آسیاب ۳ شیخ مکان
آسیاب ۳ شیخ مکان مربوط به دوره قاجار است و در شهرستان دره‌شهر، بخش مرکزی، دهستان ارمو، ضلع شمالی روستای شیخ مکان واقع شده و این اثر در تاریخ ۳۰ بهمن ۱۳۸۶ با شمارهٔ ثبت ۲۱۰۳۴ به‌عنوان یکی از آثار ملی ایران به ثبت رسیده است.